# Federación Uruguaya de Motociclismo
La Federación Uruguaya de Motociclismo ( FUM ) es una asociación que regula el deporte motociclista en el Uruguay con sede en la ciudad de Montevideo. Fue fundada el 19 de marzo de 1954 (inscripta legalmente el 27 de septiembre de 1956), por Abelardo Cossio, Justiniano Salaverria y José Quiñones. 
Está afiliada a la Federación Internacional de Motociclismo.
La FUM está constituida por los Clubes afiliados de todo el país. 

## Objetivos
Los objetivos de la organización son entre otrosː 
- Promover, estimular, organizar y dirigir el deporte motociclista en el país.
- Divulgar las Leyes y Reglamentos para un debido control del deporte y velar por su cumplimiento.
- Reunir bajo su dirección central a todos los Clubes motociclistas afiliados que practiquen ese deporte y a Federaciones Departamentales del resto del país.
- Cultivar relaciones con sus similares del extranjero.

## Competencias organizada
La FUM organiza los campeonatos nacionales de 
- Velocidad en Tierra[2]
- Velocidad en Pista
- Motocross
- Cross Country
- Rally
- Resistencia
- Enduro
- Supercross 2018